# Chris Smalls
Chris Smalls   (Hackensack, 4 de juliol de 1988) és un sindicalista estatunidenc conegut pel seu lideratge en l'organització obrera a l'empresa Amazon a Staten Island, un borough de la Ciutat de Nova York. És, a més, el president de l'Amazon Labor Union.

## Educació i joventut
Smalls va néixer i es va criar a Hackensack, Nova Jersey, i jugava bàsquet i feia atletisme a l'Institut de Hackensack. Havia somniat a jugar a l'NBA, abans que fos atropellat i el causant de l'accident fugís mentre treballava.
Smalls va tenir un curt període com a raper, i va actuar breument amb Meek Mill. Smalls diu que els seus amics diuen d'ell ara, "suposo que la teva veu estava feta per una altra cosa."

## Carrera i activisme
Smalls va treballar en els seus primers anys com a obrer de magatzem a FedEx, Target i Wal-Mart, i al The Home Depot com a caixer.

### Amazon (2015-2020)
Smalls es va unir a Amazon l'any 2015 com a preparador de comandes. Va treballar breument en un magatzem a Connecticut, on va ser acomiadat i restablert després d'una apel·lació. Va ser transferit al magatzem de Staten Island (JFK8) quan el van obrir l'any 2018, i va treballar com a gerent assistent. Smalls va dir que va ser transferit pel seu bon rendiment, però va sol·licitar càrrecs de gerència 49 vegades durant la seva carrera, i mai no va ser seleccionat per a la promoció, cosa que atribueix a una sistemàtica discriminació racial que havia observat a l'empresa. Smalls va dir que li va agradar treballar a l'empresa durant un temps, fins que va començar a reconèixer el que ell considerava temes "sistèmics profunds" dins de l'empresa. Smalls al·lega que Amazon té problemes amb els protocols de seguretat, a l'hora de publicar el nombre d'accidents laborals, amb d'edatisme, de masclisme, de racisme, i de discriminació en contra de les persones que fan les cures. Amazon ha dit que "no toleren la discriminació o l'assetjament de qualsevol forma," i que estan treballant per reduir les seves estadístiques de lesions laborals i que "volen [que els empleats] estiguin sans i estalvis".
Smalls va contactacr amb polítics locals, autoritats de salut laboral i amb els recursos humans d'Amazon, després que un company de treball malalt hagués de reincorporar-se amb símptomes de COVID-19 mentre esperava els resultats d'una prova diagnòstica. Segons Smalls, recursos humans no va emprendre cap mesura. Smalls va organitzar una aturada i una concentració el 30 de març de 2020 com a protesta pels protocols de seguretat d'Amazon durant la pandèmia de COVID-19, que va obligar el tancament temporal de la planta de State Island. Smalls va qüestionar que Amazon proporcionés equipament de protecció individual als seus treballadors i que es mantiguessin les mesures de distància social, i va denunciar que Amazon no autoritzés la baixa laboral per COVID-19 al seu personal. Smalls va denunciar que va estar exposat a un cas positiu per COVID l'11 de març de 2020, però no va ser-ne notificat fins al 28 de març, per la qual cosa va presentar una queixa en el Departament de Salut de l'Estat de Nova York.
En el mateix dia de la protesta, Smalls va ser acomiadat per Amazon. El vicepresident sènior de l'empresa responsable de comunicació, Jay Carney, va assenyalar a Twitter que Smalls havia vulnerat els protocols de l'empresa respecte a la distància social, i que hauria d'estar de baixa remunerada per complir amb una quarantena de 14 dies per contacte estret amb positiu de COVID-19 en el moment de la protesta. Tot i això, la quarantena hauria acabat el dia de la protesta, si l'empresa hagués començat a aplicar la baixa des del moment de l'exposició.
Letitia James, el Fiscal General de Nova York, va acusar Amazon d'acomiadar il·legalment Smalls, i més tard va ordenar una investigació sobre l'assumpte. Tal investigació va concloure que l'acomiadament va ser il·legal i que Smalls havia de ser readmès.
Bill de Blasio, alcalde de Nova York, i el senador Bernie Sanders, es van referir a l'acomiadament com a "vergonyós". Blasio va ordenar al comissari de drets humans de la ciutat investigar l'acomiadament de Smalls i James va sol·licitar la intervenció del National Labor Relations Board (NLRB). Nou senadors, inclosa Elizabeth Warren, van enviar una carta a Amazon en la qual reclamaven més informació sobre l'acomiadament de Smalls i el d'altres tres traballadors que també havien denunciat l'empresa. La majoria dels dirigents sindicals dels Estats Units van enviar una carta a Jeff Bezos en la qual van reclamar la readmissió de Smalls. Tim Bray, antic vicepresident d'Amazon Web Services, també va criticar els acomiadaments.

### 2021-present

#### Congress of Essential Workers
Després de ser acomiadata a Amazon l'any 2020, Smalls va fundar el Congrés de Treballadors Essencials (The Congress of Essential Workers - TCOEW, en anglès), un grup d'activisme obrer.
L'1 de maig de 2020, Smalls i el TCOEW van ajudar a orquestrar la vaga del May Day a Amazon, Target, Walmart, i a altres grans empreses en tot el país.
El 5 d'octubre de 2020, el grup va dur a terme una protesta en el Prime Day, una celebració de l'empresa, en què al voltant de 100 persones es van manifestar des del Will Rogers Memorial Park fins a la mansió de Jeff Bezos, d'un valor de 165 milions de dòlars a Beverly Hills (Califòrnia) per demanar que se'ls apugés el salari 2 dòlars l'hora.

#### Amazon Labor Union
El 20 d'abril de 2021, Smalls va registrar l'Amazon Labor Union (ALU), amb el suport del seu grup sindicalista, TCOEW. Va dir que sindicar-se és important per a la seguretat laboral, per al salari, per les vacances remunerades i per les baixes mèdiques. Va dir també que dos dels organitzadors, actuals treballadors d'Amazon, han estat vivint fora dels seus cotxes. Un portaveu de l'empresa va afirmar que la creació del sindnicat s'interposaria en la negociació dels treballadors. Smalls també va afirmar que l'empresa utilitza vigilància invasiva dels treballadors per fer-los seguiment en el seu temps, per tal d'avaluar-ne el rendiment i determinar els temps de descans, una de les motivacions per a sindicar-se, dient "Qui vol estar vigilat tot el dia? Això no és una presó. És una feina." Amazon ha dit que "l'empresa no marca objectius de rendiment inassumibles", tot i que el Departament de Treball i Indústria de l'Estat de Washington va multar l'emprea per usar "sistemes de monitoratge i disciplina" que estaven directament relacionats amb malalties muscoesquelètiques en els treballadors. L'empresa va refutar les conclusions del ministeri.
Per tal de recol·lectar firmes per a una voració d'autorització del sindicat, Smalls va acampar al costat d'una parada de transport públic a prop del magatzem JFK8 amb un cartell que deia: "Signa les teves Targetes d'Autorització Aquí" ("Sign Your Authorization Cards Here", en anglès). Va acusar l'empresa de pràctiques antisindicalistes, com ara penjar cartells anti-sindicat en els labavos, enviar missatges de text anti-sindicat als treballadors, vigilar organitzacions de treballadors o celebrar reunions d'obligatòria assistència sobre falsedats anti-sindicats, com ara que en firmar una targeta d'autorització "dones el dret de parlar en nom teu". Smalls també va afirmar que Amazon alerta els seus treballadors sobre deures cars en els sindicats així com assetja i espanta els treballadors.

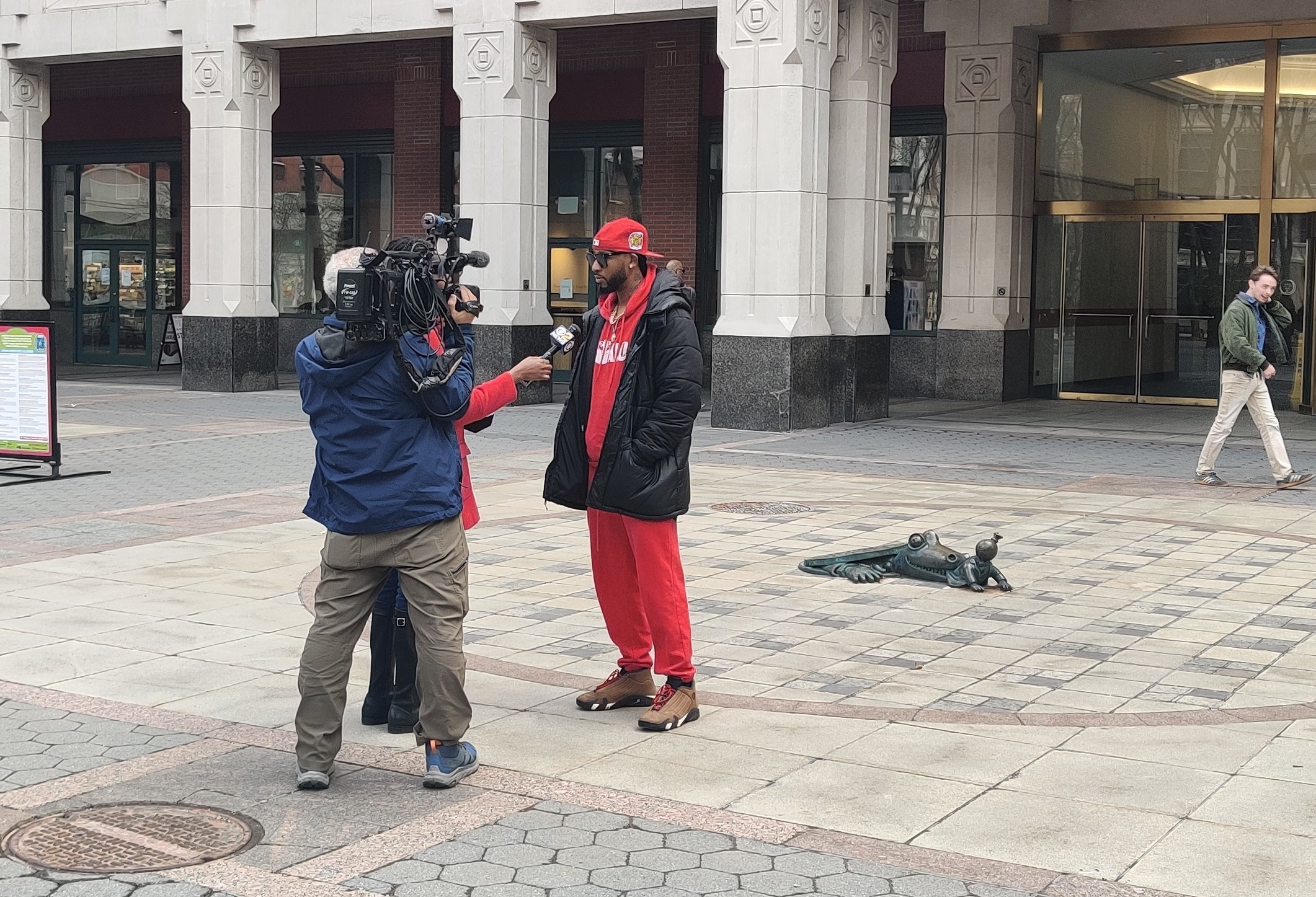
Smalls sent entrevistat per periodistes després de l'anunci que els treballadors votessin crear el sindicat.

Smalls va dir que combatia amb la campanya anti-sindicat exposant-la al públic i transmetent missatge a favor del sindicat com ara dient que "els treballadors sindicat guanyen de mitjana 11 mil dòlars més l'any que els treballadors no sindicats", una quantitat molt més alta que la quota anual del sindicat.
El 26 de gener de 2022, l'ALU va anunciar que havien obtingut suficients firmes per demanar el vot amb l'NLRB. Smalls també va piular la notícia. El vot es va fer el març de 2022, al mateix temps que una votació sindical en un altre magatzem d'Amazon a Bessemer (Alabama) liderada per la treballadora Jennifer Bates.
Una altra votació sindical recolzada per l'ALU es va anunciar el 2 de març de 2022, en el magatzem LDH5 de Staten Island.
L'1 d'abril de 2022, es va anunciar que els treballadors del JFK8 havien votat de crear el sindicat. El 5 d'abril es reuní amb el president i la vicepresidenta dels Estats Units juntament amb altres companys d'altres unions sindicals.

## Vida personal
Smalls va estar casat durant set anys, i té tres fills, inclosos dos bessons.
Smalls és actiu a Twitter, on piula sobre l'ALU i altres temes sobre organització sindical.